# Klinikum Klagenfurt am Wörthersee

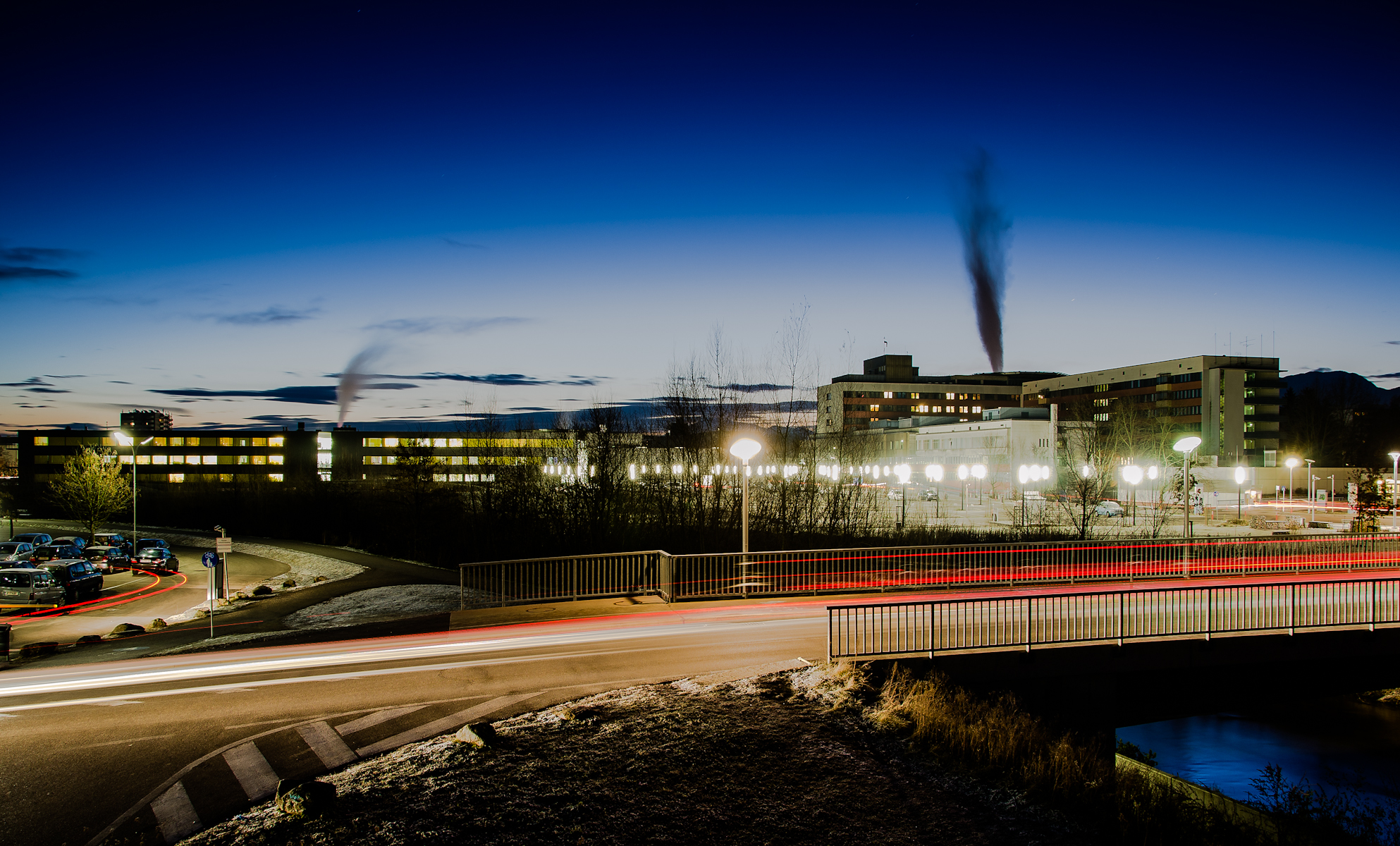
Klinikum-Klagenfurt am Wörthersee bei Sonnenaufgang

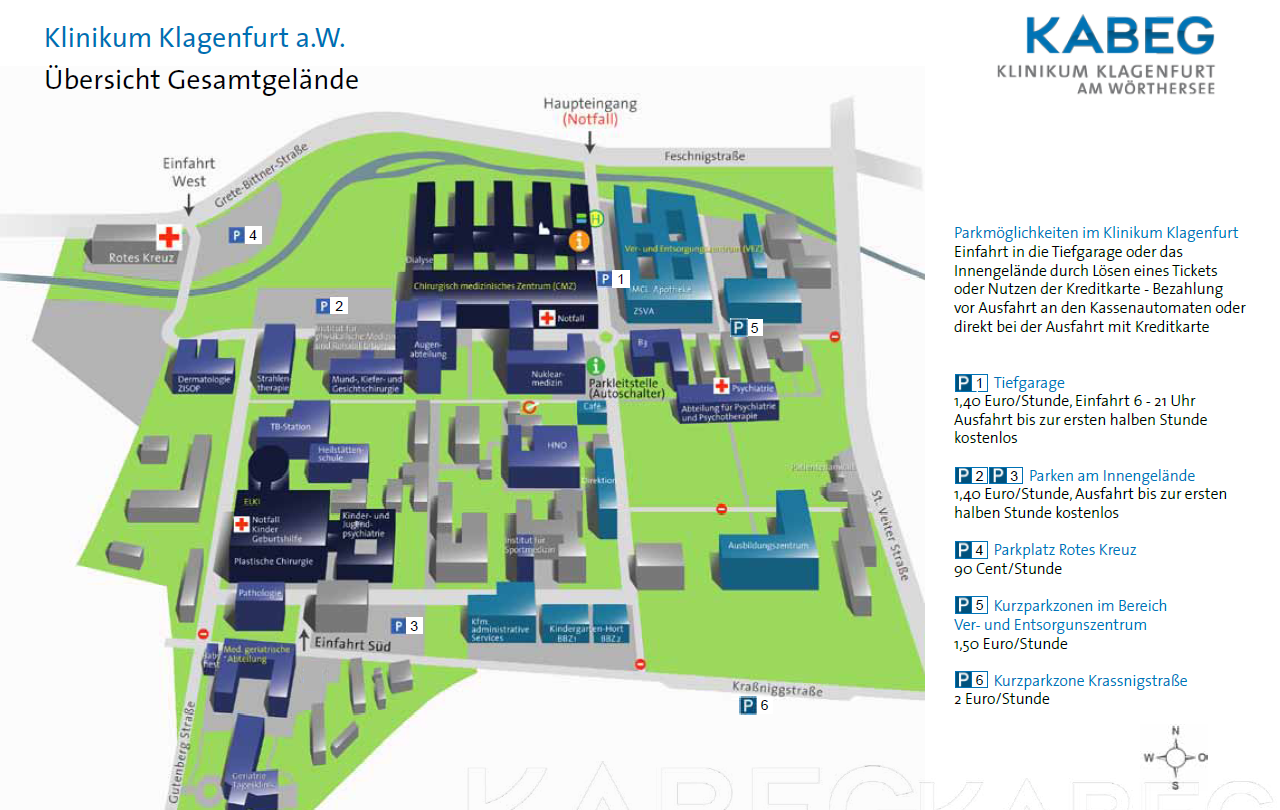
Plan des gesamten Areals

Das Klinikum Klagenfurt am Wörthersee, ehemals Landeskrankenhaus Klagenfurt – LKH, ist ein Krankenhaus der Maximalversorgung in der Kärntner Landeshauptstadt Klagenfurt am Wörthersee. Träger ist die Kärntner Landeskrankenanstalten-Betriebsgesellschaft (KABEG). Mit rund 1200 Betten, jährlich rund 78.000 stationären Patienten und etwa 300.000 ambulanten Behandlungen ist es das viertgrößte Krankenhaus in Österreich.
Das Klinikum Klagenfurt am Wörthersee ist Lehrkrankenhaus der Medizinischen Universitäten Graz, Wien und Innsbruck und ist in vielen Bereichen zertifiziert (z. B. ISO 9001, EMAS etc.). Als Schwerpunktkrankenhaus bietet es das Leistungsspektrum einer Universitätsklinik mit Ausnahme der Transplantationschirurgie. Es verfügt über 25 klinische Abteilungen, fünf Institute und sechs klinische Dienste. Auf interdisziplinäre Zusammenarbeit wird besonderes Augenmerk gelegt. Dafür finden sich alle relevanten Fachrichtungen unter einem Dach, um die Versorgung rasch sicherzustellen.
Medizinischer Direktor ist Hans-Jürgen Gallowitsch, Kaufmännischer Direktor ist Roland Wolbang, und Pflegedirektorin ist Margarete Peternel-Scheiber.

## Geschichte
Ein Vorläufer des heutigen Klinikum Klagenfurt war das in den Jahren von 1782 bis 1784 vom Land Kärnten errichtete Siechenhaus am Heuplatz in Klagenfurt Jedoch könnte es sich in der Johann-Dobernig-Straße 1 befunden haben. An diesem Gebäude ist auch eine alte marmorne Inschrift „SIECHENHAUS“ angebracht.
Am 9. August 1896 wurde das Landeskrankenhaus Klagenfurt eröffnet. Damals wurden die Landeswohltätigkeitsanstalten neu gebaut und eröffnet. Dazu gehörten das Landeskrankenhaus Klagenfurt, das Irrensiechenhaus, das Kinderspital, das Landeskrankenheim, die Taubstummen- und Blindenanstalt, das Männerblindenheim und das Landessiechenhaus.

### Zeit des Nationalsozialismus
Am Gelände des heutigen Hauses der Geriatrie und der psychiatrischen Abteilung wurden bis zum Jahr 1945 zwischen 700 und 900 Patienten ermordet.
Der Primarius der Männerabteilung der Landesirrenanstalt, Franz Niedermoser, verabreichte, unter Mithilfe der Oberschwester Antonie Pachner, der Oberpflegerin Ottilie Schellander des Landessiechenhauses, sowie weiteren Pflegern und Pflegerinnen, vielen Patienten tödliche Dosen Beruhigungsmittel. In den Jahren 1940 und 1941 wurden 733 Menschen (davon 25 Kinder) in vier Transporten in die Tötungsanstalt Hartheim verbracht und dort mit Kohlenmonoxid ermordet.
Unter den Toten des Hauses sind Kinder aus Deutschland. Ein erster Transport kam am 7. März 1943 mit 60 Kindern aus dem Herz-Jesu-Haus in Kühr an der Mosel, ein zweiter Transport am 20. März 1943 mit 40 Kindern aus dem St. Josefshaus in Hardt bei Mönchengladbach.
Niedermoser berichtete später: „Am 7.3.1943 kam ein Transport mit 60 Frauen und Mädchen, hauptsächlich Jugendliche aus dem Altreich, und ebenso am 20.3.1943 ein Transport Knaben mit 40 Köpfen im Siechenhaus an. Der damalige Zentraldirektor Schmidt Sachsenstamm hat mich dahin informiert, dass diese 100 Pfleglinge aus dem Altreich wegen der dort drohenden Luftgefahr hierher gebracht und alle, da es sich um ausgesprochen schwachsinnige Menschen handle, zur Tötung bestimmt seien. Ich habe mir die Pfleglinge noch angesehen und konnte feststellen, dass nahezu alle nicht nur schwer tuberkulos waren, von den 40 Knaben waren z.B. 30 so schwach. dass sie überhaupt nicht aus den Betten konnten, es waren fast alle Idioten, die vollkommen unterernährt und bettlägerig waren. Auch bei den Mädchen waren die meisten Idioten ... Ich habe diese Tötungsaufträge dann an die Oberschwester Pachner und Schellander weitergegeben ...“
Im Klagenfurter Euthanasie-Prozess vor dem Außensenat Klagenfurt des Volksgerichts Graz wurde Niedermoser für schuldig gesprochen, die Tötung von Patienten und Patientinnen in mindestens 400 Fällen angeordnet zu haben; zudem hat er unter Missachtung der Menschenwürde die Misshandlung von Patienten und Patientinnen veranlasst, in vielen Fällen mit Todesfolge. Am 4. April 1946 wurde er zum Tod durch den Strang und Vermögensverfall verurteilt. Das Todesurteil wurde am 24. Oktober 1946 im Landesgericht Klagenfurt vollstreckt.
Über drei weitere Mitangeklagte, Oberpfleger Eduard Brandstätter, Oberschwester Antonie Pachner und Oberpflegerin Ottilie Schellander, verhängte das Gericht ebenfalls die Todesstrafe. Eduard Brandstätter verübte am Tag der Urteilsverkündung Suizid. An Pachner und Schellander wurde das Todesurteil nicht vollstreckt, sondern sie wurden zu langjährigen Haftstrafen begnadigt. Die nachweislich beteiligten Krankenschwestern Paula Tomasch, Julie Wolf, Ilse Printschler, Maria Cholawa und der Oberpfleger Ladislaus Hribar wurden ebenfalls zu langjährigen Haftstrafen, zum Teil mit Vermögensverfall, verurteilt. Sie wurden vorzeitig entlassen.

### Nachkriegszeit bis heute
Von September 2006 bis Mai 2010 wurde im Herzen von Klagenfurt eines der modernsten Krankenhäuser Europas errichtet. Auf einer Fläche von 95.000 m2 wurden 160 Mio. Euro verbaut. 60.000 m2 Grünfläche wurde neu gestaltet, so dass das Klinikum nun von einem Park umgeben ist. Der Fluss Glan wurde verlegt, um Bauland für das Gebäude zu gewinnen. Auf der Nordseite des Flusses entstand ein Naturpark mit Kinderspielplatz und Erholungsgebiet.
Für den Neubau wurde der Österreichische Bauherrenpreis 2011 vergeben.

## Einrichtung
Im Neubau des Chirurgisch-medizinisches Zentrums (CMZ) gibt es nun eine Zentrale Aufnahmeeinheit (ZAE), welche die Wege für alle Patienten erleichtert. Von einem erschließenden Querbau zweigen vier Flügel ab, in welchen die verschiedenen Abteilungen untergebracht sind. Zusätzlich befinden sich im Komplex ein Bistro, eine Bank und ein Klinikum-Shop.
Im ebenfalls neu erbauten Ver- und Entsorgungszentrum (VEZ) sind eine Großküche und eine vollautomatische Wäscherei untergebracht. Weitere technische Neuerungen sind das fahrerlose Transportsystem und die Rohrposttechnik. Das VEZ diente auch als Vorbild für ein neues Krankenhaus in Shanghai.

### Abteilungen
- Abteilung für Anästhesiologie und allg. Intensivmedizin
- Abteilung für Allgemein- und Viszeralchirurgie
- Abteilung für Kinder- und Jugendchirurgie
- Abteilung für Kinder- und Jugendheilkunde
- Abteilung für Neurochirurgie
- Abteilung für Orthopädie und orthopädische Chirurgie
- Abteilung für Plastische, ästhetische und rekonstruktive Chirurgie
- Abteilung für Mund-, Kiefer-, Gesichtschirurgie
- Unfallchirurgie
- Haus der Geriatrie
- Nuklearmedizin und spezielle Endokrinologie
- Innere Medizin und Hämatologie und internistische Onkologie
- Innere Medizin und Gastroenterologie und Hepatologie und Nephrologie und Endokrinologie
- Innere Medizin und Kardiologie
- ZISOP (Zentrum für Interdisziplinäre Schmerztherapie, Onkologie und Palliativmedizin)
- Abteilung für Gynäkologie und Geburtshilfe
- Abteilung für Herz-, Thorax-, Gefäßchirurgie
- Hals-, Nasen- und Ohrenabteilung
- Dermatologie und Venerologie
- Augenabteilung und Optometrie
- Abteilung für Psychiatrie und Psychotherapie
- Neurologie und Psychiatrie des Kindes- und Jugendalters
- Pulmologie
- Abteilung für Neurologie
- Abteilung für Urologie

### Institute
- Institut für Strahlentherapie/Radioonkologie
- Institut für Pathologie
- Diagnostische und Interventionelle Radiologie
- Labordiagnostik und Mikrobiologie
- Physikalische Medizin und Rehabilitation

### Ausbildungszentrum
Auf dem Gelände des Klinikum Klagenfurt am Wörthersee befindet sich auch das Ausbildungszentrum für Gesundheitsberufe, welches folgende Fachrichtungen umfasst:
- Schule für allgemeine Gesundheits- und Krankenpflege
- Schule für psychiatrische Gesundheits- und Krankenpflege
- Hebammen-Akademie
- Akademie für den radiologisch-technischen Dienst
- Logopädische Akademie
- Akademie für den physiotherapeutischen Dienst
- Akademie für den medizinisch-technischen Laboratoriumsdienst
- Akademie für den ergotherapeutischen Dienst.